# Lligador
Un lligador (traducció de l'anglès linker) és un oligonucleòtid (≈20 nucleòtids) en el centre del qual hi ha la seqüència que és reconeguda per un enzim de restricció (n'hi ha per tots els diferents enzims). Tal com es ven és un fragment doble cadena, amb extrems roms.
La reacció de lligació entre un fragment d'extrems roms i el lligador dona el fragment amb unes quantes molècules de lligador unides a cada costat, consecutivament, perquè com que tenen extrems roms, la ligasa també els uneix entre ells.
Després cal digerir amb l'enzim de restricció corresponent a la diana del lligador i obtindrem el fragment inicial amb un extrem cohesiu a cada costat.